# Reynaldo Lacámara
Reynaldo Lacámara (Santiago, 19 de abril de 1956) es un poeta chileno-español que forma parte de la Generación del 80, columnista y activo promotor cultural. 

## Biografía
Hijo de padre argentino y madre catalana, nació en Santiago, pero vivió su infancia en Rosario, Argentina. De regreso a Chile, residió en Curicó y Linares. Estudió Ingeniería Electrónica en la Pontificia Universidad Católica de Valparaíso y después se radicó en su ciudad natal.
Fue presidente de la Sociedad de Escritores de Chile, SECH, (2006-2012), Ha ocupado otros cargos en la esfera cultural: miembro del Consejo Nacional del Libro y la Lectura, Director de la Unión Nacional de Artistas, UNA, Vicepresidente de la Casa de Arte y Cultura Delia del Carril. Durante los años 80, participó activamente en el Colectivo de Escritores Jóvenes de la SECH y en los 90, dirigió los Talleres de Poesía en la Corporación Cultural de La Reina y el Taller de Reparación de Letras, además de ser editor de las revistas que emanaron de estos.
 

Mantuvo estrechos vínculos literarios y de amistad con  Ernesto Cardenal, Juan Gelman, Mario Benedetti, Arturo Corcuera, Carlos Germán Belli, Miguel Barnett, Thiago de Mello, Sergio Ramírez Mercado, con quienes ha realizado actividades culturales en diversos países de Sudamérica.

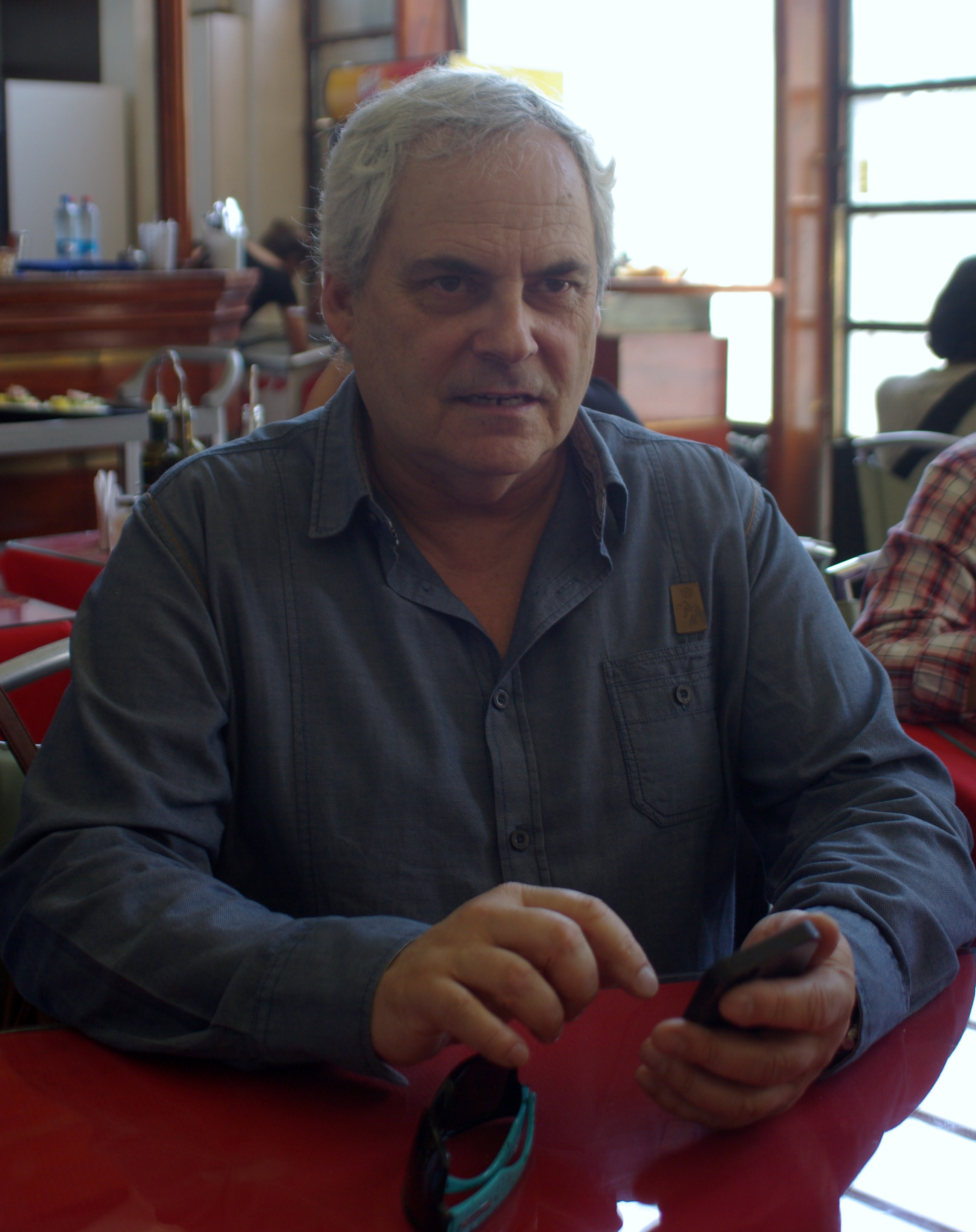

Ha sido gestor de diversas actividades culturales y literarias, como el Festival de las Ideas Políticas y de la Cultura, Ernesto Cardenal en Chile por los 75 años de la SECH, Festival Los Poetas Siembran en la VI Región; Congreso de la Cultura en Coquimbo; "Lagartos al Sol de Otoño” , “Matta - Hormiga”, y otros; asimismo ha sido invitado a diversos centros de la cultura latinoamericana, en encuentros internacionales, coloquios, ferias del libro (Encuentro Internacional de Escritores por la Tierra en Granada, Nicaragua; Feria Internacional del Libro de la Habana; Feria del Libro de Buenos Aires; Encuentro Internacional Poetas De las Dos Orillas, (2010, Montevideo) donde recibió la Distinción "Fernán Silva Valdés" por su trayectoria literaria ; Festival de Poesía de Buenos Aires, Argentina, etc.) y se ha desempeñado como jurado de diversos premios. 
Siendo presidente de la Sociedad de Escritores de Chile, se instaura el Concurso Nacional de Cuentos Teresa Hamel, la Casa del Escritor, sede de la SECH, es declarada Monumento Nacional, desarrolla uno de los más relevantes encuentros internacionales de escritores como "Chile Tiene la Palabra" inaugurado en el Museo Nacional de Bellas Artes, lidera la campaña para recuperar la anualidad del Premio Nacional de Literatura (enlace roto disponible en Internet Archive; véase el historial, la primera versión y la última)., aprobándose la moción en la Cámara de Diputados.
Durante el año 2022 ha conducido el programa "El Café del Rey" de SINAMUARCHI OnLine TV entrevistando a destacados escritores chilenos, ha sido relator en actividades conmemorativas en torno a la figura de Antonio de Nebrija en el Estadio Español de Chile  y columnista en diversos medios electrónicos. Sus poemas han sido traducidos al rumano por la traductora Carmen Bulzan. 
Durante el año 2021, ha desarrollado actividades literarias en forma virtual, invitado por la Biblioteca Municipal de Chimbote, Perú que dirige Augusto Rubio Acosta, hablando sobre la obra de Pablo Neruda en el ciclo "Cuatro Voces de América" coordinado por el poeta uruguayo Alfredo Villegas Oromí.
Sus poemas ha aparecido en antologías y revistas tanto en su patria como en el extranjero; algunos han sido musicalizados e incluidos en obras de teatro. Lacámara ha sido, a su vez, antologador (por ejemplo, Antología de poesía chilena contemporánea, Casa de las Américas, La Habana, 2009, en coautoría con Andrés Morales).
Matías Rafide, miembro de la Academia Chilena de la Lengua, ha dicho sobre Lacámara: "Es de los poetas que participan de las dos tendencias que señalaba Dámaso Alonso, los arraigados y desarraigados, es decir, los visiblemente cercanos a la tierra, a su entorno y los que se liberan, en cierto modo de su entorno inmediato. Lacámara por una parte siente el dolor del hombre concreto, de su azar y desventura, y a la vez, su poesía trasciende e ilumina ámbitos diversos".

## Obras
- El Papel de la Piedra, La Parada Poética, Santiago, 2024
- La columna, poemas contra la guerra, Ediciones Cortina de Humo, 2008
- La voz del jardín, literatura infantil, Colección Entre Nubes, 2008
- Travesías, antología personal, Editorial Arte y Literatura, Cuba, 2008
- Esta delgada luz de tierra, poesía, Pequeño Dios Editores, Santiago, 2007
- Lota sobre la tierra, poesía, Ediciones del Gallo, Santiago, 2000
- Pasajes de otro año, poesía, LOM, Santiago, 1997
- Huellas urbanas, poesía, Alcántara Ediciones, Santiago, 1988
- Un giro todo un mundo, poemas leídos por Mario Lorca y musicalizados por Fernando Carrasco, 199

##### Como antologador
- Quince poetas de Linares, antología, en coautoría con Fernando Lemus, 1997
- Mortaja azul, antología, en coautoría con Fernando Lemus, 2003
- Fértil provincia, antología de poesía chilena contemporánea, en coautoría con Andrés Morales, Casa de las Américas, 2008

###### Publicación pasiva
- Antología Poética Hispano Chilena del siglo XX, Tomo II, Ediciones Vitruvio, Fundación Chile-España, Selección y prólogo del poeta español Justo Jorge Padrón, 2017
- Poetas del Maule, Antología Poética para el Bicentenario, Universidad de Talca, 2007
- El Llop Ferotge, Art i poesia, Barcelona, 2007
- Antología Voces sin Fronteras, Editions Alondras; Montreal, Quebec, Canadá, 2006
- Antología Poesía Chilena Período 80 -2000, Mago Editores, 2005
- Diccionario Bibliográfico de Escritores Chilenos Jóvenes y auto editados, Universidad Tecnológica Metropolitana, 1999
- Poetas –Chile siglo XXI, compacto nueve poetas de la generación, Colección Rayentrú
- Diccionario de la Literatura Chilena, de Efraín Szmulewicz, Ediciones Rumbos, 1997

## Trayectoria

#### Distinciones
Ha recibido diversas distinciones, destacando las siguientes: 
- Premio de Poesía Mihai Eminescu, otorgado por la Academia Internacional, Craiova, Rumania, 2024
- Beca de Creación Literaria, Consejo Nacional del Libro y la Lectura del Ministerio de las Culturas, las Artes y El Patrimonio, Santiago de Chile,2021
- Premio Stella Corvalán, género poesía, que otorga la Ilustre Municipalidad de Talca, Maule, Chile, 2021
- En abril de 2010 recibe en Uruguay la distinción “Fernán Silva Valdés”, en reconocimiento a su obra y trayectoria literaria.
- En Chile, en febrero de 2009 la Universidad Mayor le confiere distinción por su trayectoria literaria y su valiosa contribución al desarrollo de la cultura del país.
- En Perú, del Instituto Nacional de Cultura de Trujillo; el Instituto de Estudios Vallejianos lo nombra miembro honorario, 2008.
- La Municipalidad Provincial de Trujillo, en reconocimiento a su obra y actividad literaria lo declara  “Visitante Distinguido de la Ciudad de Trujillo”,  2008.

- Beca de Creación Musical en coautoría con el compositor Fernando Carrasco, por la obra poética "Un Giro todo un mundo", de su autoría, Santiago, Chile, 1994
- Premio de Poesía Concurso Literario Taller Urbano, Santiago, Chile, 1985

#### Participación en Encuentros Internacionales
En Chile y en el extranjero ha sido invitado a participar en diversos encuentros de escritores y festivales de poesía, tales como: 
- Es invitado por el poeta Ernesto Cardenal a participar en el “Encuentro Internacional de Escritores Por la Tierra”, que se realizó en Granada, Nicaragua, 2007.

- Participa en el Encuentro Internacional de Escritores “Las Dos Orillas”, Montevideo, Uruguay, 2010.

- Participa en el Primer Festival Internacional de Poesía César Vallejo, que se realizó en la ciudad de Trujillo, Perú, organizado por la Fundación Marco Antonio Corcuera y la Universidad César Vallejo, en homenaje al 70 aniversario del fallecimiento del vate peruano, 2008.

- Participa en el Tercer Festival de Poesía de Buenos Aires, Argentina, 2008
- Es invitado por el Centro Nacional del Libro (CENAL) a participar en diversas actividades culturales y concretar alianzas de cooperación recíproca, Venezuela, 2008

- Es invitado por el ministro de Cultura de Cuba, Abel Prieto, a participar en la Feria Internacional del Libro de La Habana.

- Es invitado por la presidenta Michell Bachelet a formar parte de la delegación presidencial cultural con destino a Paraguay y Cuba, ocasión en que realiza diversas actividades literarias y gremiales; charlas y también presenta su último libro, "Travesías" antología personal editado por Arte y Literatura y "Fértil Provincia" de la Generación del 80, editado por Casa de las Américas, 2009.

#### Su poesía en otras artes
- En el año 1986, participó, entre otros poetas, del casete de Poesía Joven “Como es duro este tiempo, vamos a vivirlo con ganas”.
- Hacia 1989, algunos de sus poemas fueron incluidos en la obra de teatro “Juguemos con Neruda”,creación colectiva del Teatro El Riel.
- En el año 1992, el compositor Fernando Carrasco musicalizó la obra inédita “Un Giro Todo Un Mundo”, la cual fue grabada en cinta casete con la participación del actor Mario Lorca.
- En el año 2006, se presenta en la sede del Congreso Nacional la obra pictórica “Esta delgada luz de tierra”, nacida de sus versos.
- En el año 2008, la actriz Catherina Ratinoff presenta la performance “La Columna”,basada en este mismo poemario contra la guerra.
- En el año 2009 su hijo Reynaldo Lacámara Sepúlveda, presenta en el Congreso Nacional en Valparaíso, la obra plástica inspirada en el libro “Esta delgada luz de tierra”.